# Raymond Kurzweil
Raymond „Ray” Kurzweil (ur. 12 lutego 1948 w Nowym Jorku) – amerykański informatyk, naukowiec, pisarz, futurolog, propagator idei transhumanizmu, pionier w dziedzinie OCR (Optical Character Recognition), syntezy mowy, rozpoznawania mowy i elektronicznych instrumentów klawiszowych. W 1982 roku założył firmę Kurzweil Music Systems. Ma żonę Sonyę R. Kurzweil oraz dwójkę dzieci Ethana i Amy.
Jest autorem książek na temat zdrowia, sztucznej inteligencji, osobliwości technologicznej i transhumanizmu.
W 2006 roku wraz z założycielem PayPal Peterem Thiel zorganizował konferencję Singularity Summit, która odbywa się odtąd corocznie. Konferencja ma na celu przybliżenie ludziom możliwości rozwijających się technologii.
W 2009 roku wraz z NASA i Google stworzył wydział futurologii na Singularity University w Dolinie Krzemowej w Kalifornii, który cechować mają interdyscyplinarność kształcenia i „przygotowanie ludzkości na przyśpieszoną zmianę technologiczną (na pojawienie się osobliwości)”.
W 2011 roku zajął 30. miejsce w rankingu najbardziej wpływowych ludzi świata przeprowadzonym przez tygodnik TIME.

## Życiorys

### Wczesne lata i osiągnięcia
Ray Kurzweil wychowywał się w Nowym Jorku. Urodził się w rodzinie żydowskiej, która uciekła z Austrii przed wybuchem II wojny światowej. Jego ojciec był muzykiem i kompozytorem, matka artystką. Jego wujek, pracujący jako inżynier w Bell Labs, nauczył go podstaw informatyki. W młodości Ray zaczytywał się w literaturze science fiction. W 1963 roku, mając 15 lat, napisał swój pierwszy program komputerowy. W szkole średniej stworzył program komputerowy, który analizował dzieła znanych kompozytorów muzyki poważnej, a następnie syntetyzował piosenki w podobnym stylu. W 1965 roku Ray został zaproszony do udziału w programie telewizyjnym sieci CBS zatytułowanym „Mam tajemnicę”, w którym zagrał na fortepianie utwór zaprogramowany przez komputer, który również sam zbudował. W tym samym roku otrzymał za swój wynalazek pierwszą nagrodę na Międzynarodowych Targach Nauki. Został też wyróżniony przez Westinghouse Talent Search i otrzymał osobiste gratulacje od ówczesnego prezydenta USA, Lyndona B. Johnsona podczas ceremonii w Białym Domu.

### Lata dojrzałe
W roku 1968, będąc studentem na Massachusetts Institute of Technology, Ray Kurzweil założył firmę, która specjalizowała się w wyszukiwaniu najbardziej odpowiedniego college’u dla uczniów ostatnich klas szkół średnich. Do tego celu służył napisany przez Raya program komputerowy o nazwie Select College Consulting Program. Program analizował tysiące kryteriów każdego z college’ów oraz informacje podane na kwestionariuszu przez kandydata i wyszukiwał dla niego najodpowiedniejszy college. Kiedy Ray Kurzweil miał 20 lat sprzedał swoją firmę firmie Harcourt, Brace & World za sumę 100 000 $ (suma odpowiadająca 500 000 $ w 2006 roku) plus tantiemy. W roku 1970 uzyskał na MIT tytuł Bachelor of Science w dziedzinie informatyki i literatury.
W 1974 roku otworzył kolejną firmę, Kurzweil Computer Products, Inc., oraz przewodniczył pracom nad rozwojem pierwszego systemu rozpoznającego znaki i tekst w pliku graficznym, tzw. OCR. Celem było stworzenie programu komputerowego, który rozpoznawałby tekst napisany jakąkolwiek normalną czcionką. Do tego czasu skanery potrafiły odczytywać tekst napisany jedynie w kilku czcionkach. Technologia ta miała zostać wykorzystana do skonstruowania urządzenia, po podłączeniu którego do komputera, ludzie niewidomi mogliby zapoznać się z tekstem pisanym odczytanym im na głos przez komputer. Wymagało to jednak opracowania dwóch kolejnych technologii, skanera z matrycą CCD i syntezatora tekstu i mowy. Rozwój tych technologii nastąpił w innych instytucjach jak np. Bell Labs, i 13 stycznia 1976 roku podczas konferencji prasowej, której przewodniczył Ray Kurzweil oraz przedstawiciele Państwowego Związku Niewidomych, Kurzweil zaprezentował swój nowy produkt, który oficjalnie został nazwany Kurzweil Reading Machine. Jednym z pierwszych nabywców tego urządzenia był Stevie Wonder, którego od tego czasu łączy przyjaźń z Rayem Kurzweilem.
W roku 1978 firma Kurzweil Computer Products, Inc. zaczęła sprzedawać komercyjną wersję oprogramowania rozpoznającego tekst. Jednym z pierwszych klientów była firma LexisNexis, która zaczęła używać tego programu do uploadu dokumentów prawnych i informacyjnych istniejących w formie pisemnej do nowo powstającej bazy danych on-line.
Dwa lata później Kurzweil sprzedał firmę firmie Lernout and Hauspie. Po jej bankructwie, firma stała się częścią firmy Xerox, początkowo znaną jako Scansoft, obecnie Nuance Communications. Do 1995 roku Kurzweil pracował dla Xerox jako konsultant.
Następne przedsięwzięcie Kurzweila to firma Kurzweil Music Systems. W roku 1982 Stevie Wonder narzekał na istniejącą rozbieżność pomiędzy możliwościami i jakością brzmienia syntezatorów elektronicznych i tradycyjnych instrumentów muzycznych. Zainspirowany tą uwagą, Kurzweil podjął prace nad zbudowaniem syntezatora elektronicznego nowej generacji, który miałyby perfekcyjnie odtwarzać dźwięki instrumentów muzyki poważnej. Jeszcze tego roku powstała firma Kurzweil Music Systems, a w roku 1984 zostało zaprezentowane urządzenie Kurzweil K250. Dźwięk był tak dobry, że testujący muzycy nie byli w stanie odróżnić dźwięków prawdziwego fortepianu od dźwięków generowanych przez Kurzweil K250. Odtwarzanie różnych instrumentów, funkcje nagrywania i miksowania pozwalają jednej osobie stworzyć utwór muzyczny na całą orkiestrę.
W roku 1990 Kurzweil Music Systems zostało sprzedane koreańskiemu producentowi instrumentów muzycznych, firmie Young Chang, w której przez kilka lat Kurzweil pracował jako konsultant. W roku 2006 firma Hyundai wykupiła Young Chang, a w styczniu 2007 roku powołała Raya Kurzweila na stanowisko dyrektora strategicznego Kurzweil Music Systems.
W roku 2012 Kurzweil został zatrudniony przez Google, aby podjąć pracę nad „nowymi projektami obejmującymi uczenie maszynowe i przetwarzanie języka”.

## Książki
- The Age of Intelligent Machines (1990)
- The 10% Solution for a Healthy Life
- The Age of Spiritual Machines (1998)
- Fantastic Voyage: Live Long Enough to Live Forever (2004 z Terrym Grossmanem)
- Nadchodzi osobliwość (Singularity is Near, 2005)
- Transcend: Nine Steps to Living Well Forever (2009)
- Jak stworzyć umysł (How to Create a Mind: The Secret of Human Thought Revealed, 2012)

## Polskie wydania książek
- Jak stworzyć umysł. Przełożyła Katarzyna Zielińska, Studio Astropsychologii, Białystok 2018, wydanie I.
- Nadchodzi osobliwość: kiedy człowiek przekroczy granice biologii. Przełożyły Eliza Chodkowska i Anna Nowosielska, Kurhaus Publishing, Warszawa 2013, wydanie I.